# Tyrone Mings
Tyrone Deon Mings (13 de març de 1993) és un futbolista professional anglès que juga d'lateral esquerre o central per l'Aston Villa FC de la Premier League.